# DAF YA-126

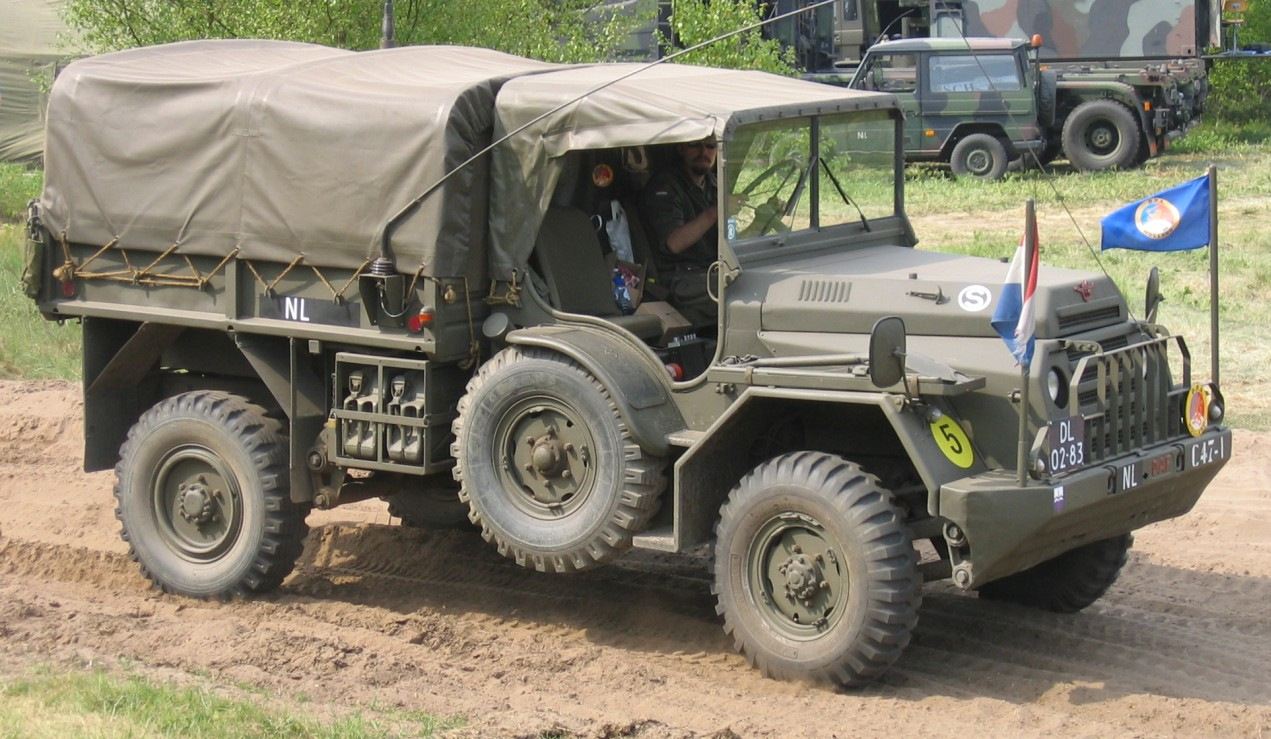
DAF YA-126

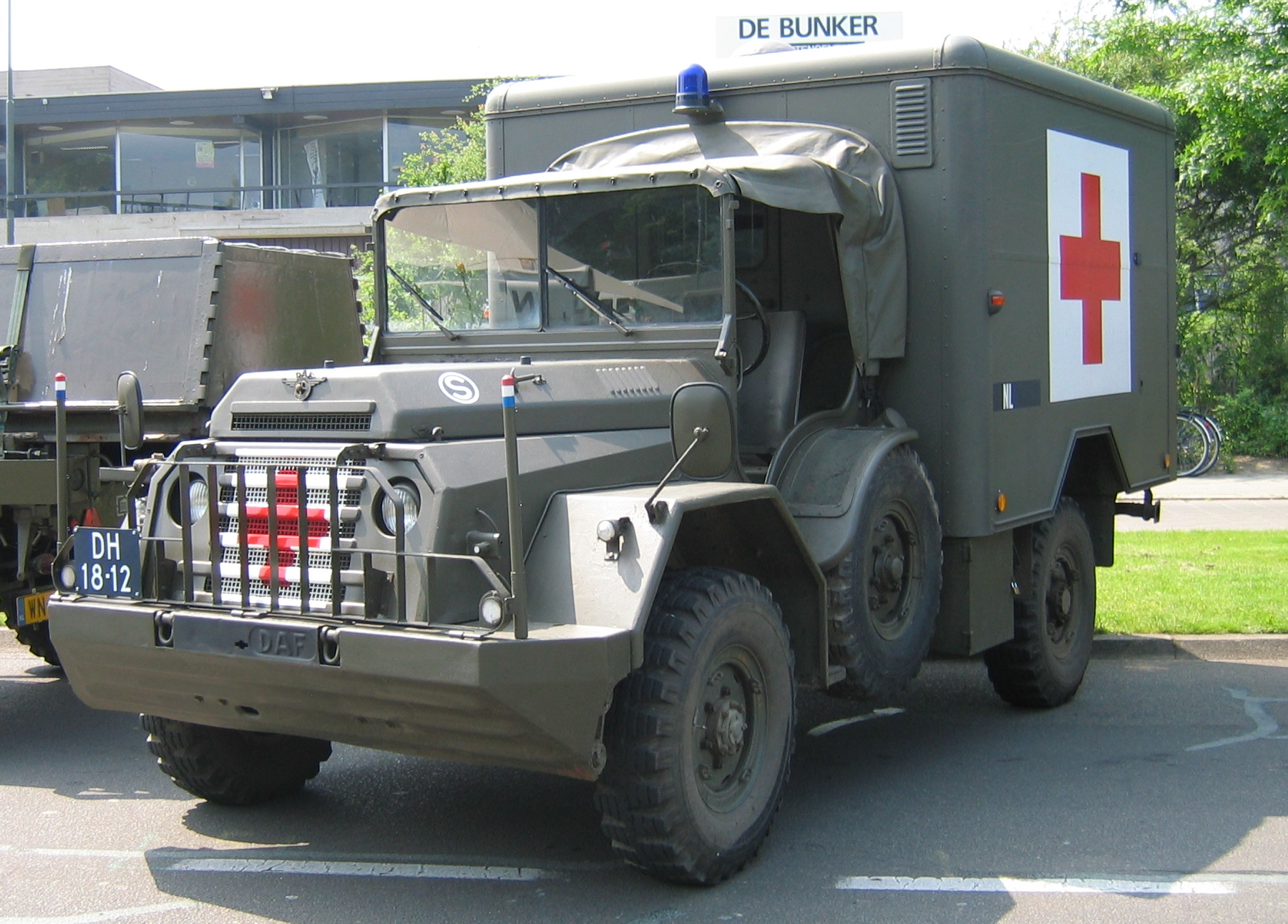
DAF YA-126 GWT Ambulance

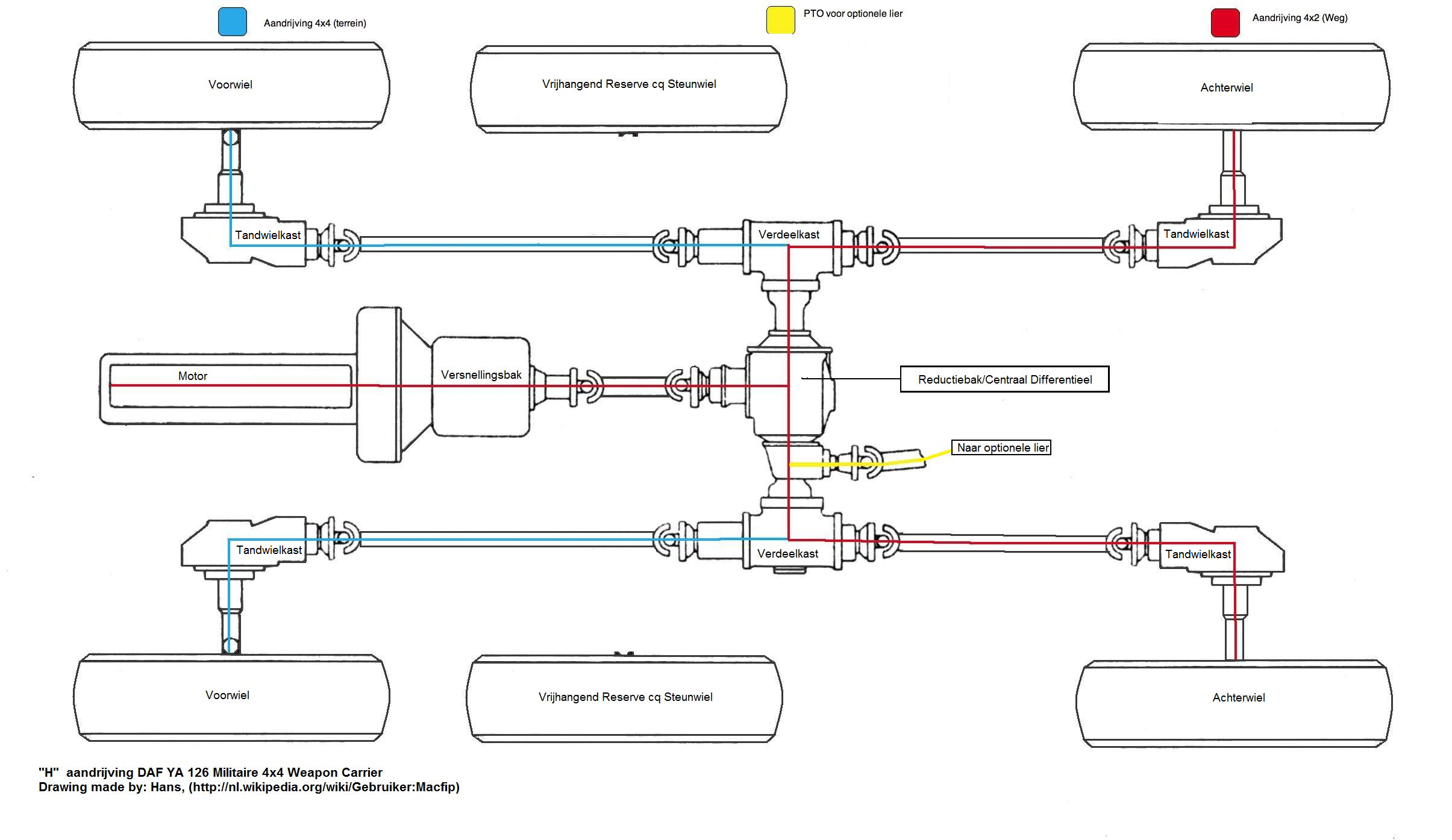
De H-aandrijving van de DAF YA-126

De YA-126 is een lichte, militaire vrachtauto geproduceerd voor de Nederlandse krijgsmacht door de Nederlandse vrachtautofabriek DAF.

## Algemeen
In de jaren vijftig van de 20e eeuw ontstond bij de Koninklijke Landmacht de noodzaak om het rijdend materieel te vervangen. De tot dan toe gebruikte voertuigen waren na de Tweede Wereldoorlog door de Landmacht tweedehands verkregen via het MDAP uit de voertuigdumps van de Geallieerden. Doordat het voertuigpark een mix van Engelse en Amerikaanse wagens was bleek onderhoud en aanvoer van reservedelen een logistiek probleem. Standaardisatie was daarom noodzakelijk.
Op 20 december 1951 ontving DAF een overheidsorder met een waarde van 175 miljoen gulden voor de levering van, in eerste instantie, 3.600 stuks voertuigen aan de Koninklijke Landmacht. Er werden twee verschillende voertuigen ontwikkeld: de YA-318/328 en de hier beschreven DAF YA-126, waarvan er totaal 3.496 stuks gebouwd en geleverd zijn. De YA-126 was bedoeld ter vervanging van de Dodge WC 'beep' die werd gebruikt voor het transporteren van zes personen met hun uitrusting.

## Typeaanduiding
In soldatentaal had de YA-126 de bijnaam eentonner, maar ook kortweg Wep, afkorting van weaponcarrier ofwel wapendrager.
De officiële typeaanduiding (YA-126) is op de volgende manier samengesteld;
Y = militair voertuig
A = algemeen,
1 = laadvermogen in tonnen,
2 = de serie,
6 = het aantal, draaiende, wielen
In dit geval zes omdat de twee hooggeplaatste reservewielen meegeteld worden, daar deze vrijdraaiend gemonteerd zijn en als nevenfunctie dienen als zg. "steunwielen".
Van deze totaal zes wielen worden op de weg alleen de twee achterwielen aangedreven en in het terrein vier wielen via de extra inschakelbare voorwielaandrijving.
De Wep was voorzien van de, door Hub van Doorne gepatenteerde, H-aandrijving.

## Uitvoeringen[3]
De Wep is geleverd/omgebouwd als:
- Vrachtauto Algemeen: de standaard weapon carrier.
- Ambulance YA126 GWT (gewondentransport), voorzien van een gesloten opbouw.
  - Het chassis was hiertoe verlengd middels een met bouten bevestigd verlengstuk. De GWT was voorzien van kachels voor- en achterin, hetgeen bijzonder is want een normale Wep was niet voorzien van verwarming.
- Radiowagen met huif.
- Radiowagen met stalen opbouw.
  - In 1979 zijn 296 stuks (algemene vrachtauto) Wep's omgebouwd tot YA-126 EZB (enkelzijbandmodulatie) en 176 stuks tot YA-126 FM (frequentiemodulatie).
- Werkplaatsauto met verhoogde huif.

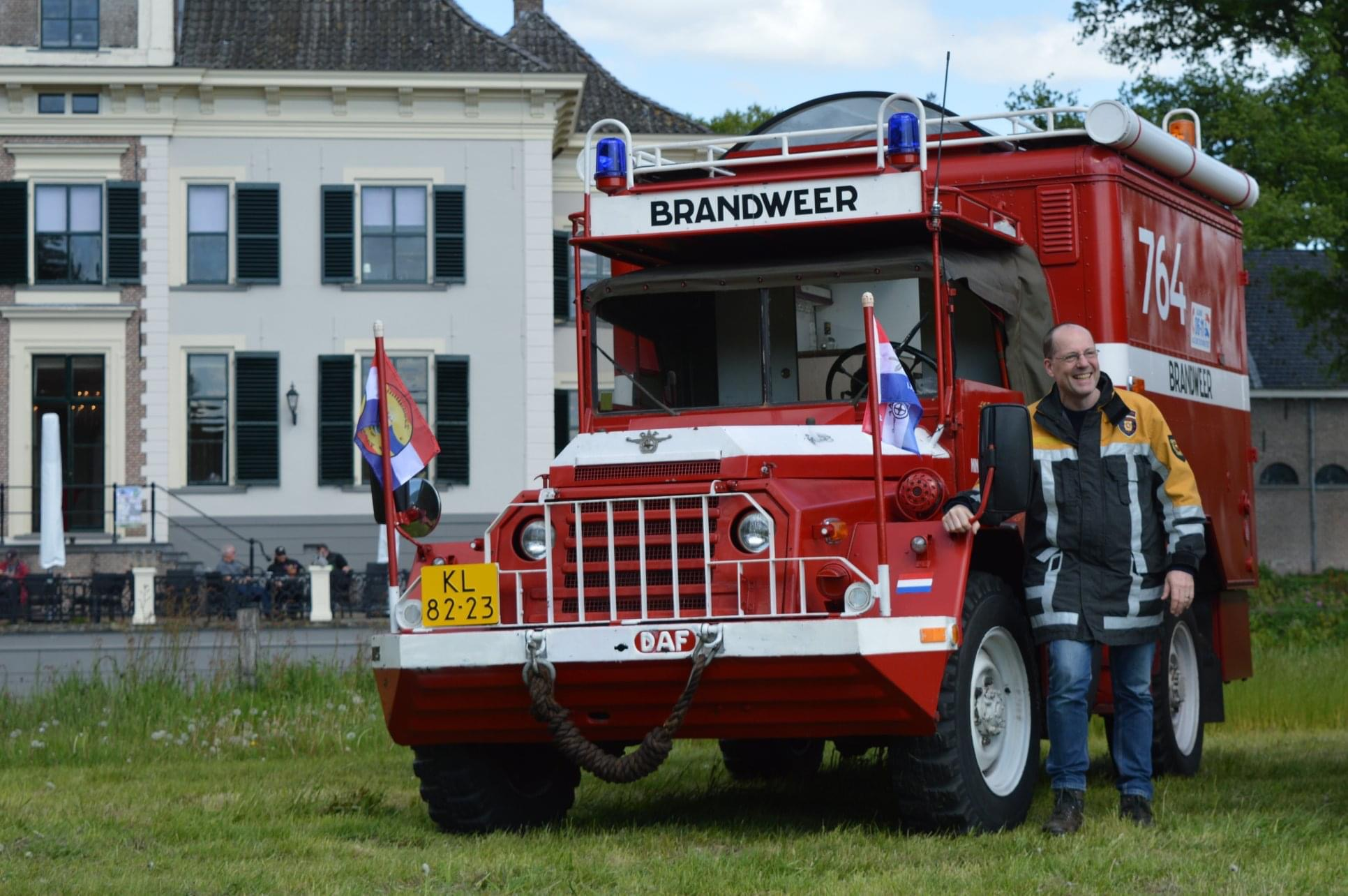
DAF YA126 Brandweerwagen van Defensie (1958-1999) met militair kenteken: KL-82-23, samen met de eigenaar gefotografeerd te Olst, 2019, tijdens het YA-328 Event.

- DAF YA126 Brandweerwagen van Defensie (1958-1999) met militair kenteken: KL-82-23, samen met de eigenaar gefotografeerd te Olst, 2019, tijdens het YA-328 Event.Brandweerwagen. Er is een beperkt aantal (wellicht 8) DAF YA126-voertuigen in gebruik genomen als brandweerwagen door Defensie. Zo is door Defensie een Ambulance YA126 (militair kenteken: KL-82-23, bouwjaar: 1958) als uitgangspunt genomen om (medio 1987?) een commandowagen voor de brandweer in te richten voor de Gen. Maj. Kootkazerne te Stroe en het Infanterie Schietkamp (ISK) in Harskamp. In 1999 is deze brandweerwagen door Domeinen verkocht; hij is nu (medio 2023) nog steeds in particulier bezit. Verder heeft de Landmacht een Wep omgebouwd tot brandweerwagen (militair kenteken: KL-76-45, bouwjaar: 1959) voor de basis in Dongen (569-TD herstelwerkplaats). Bekende militaire kentekens van brandweerwagens: KL-55-63 (1958), KL-61-49, KL-75-88, KL-76-45 (1959), KL-80-26, KL-82-23 (1958). Het kenteken KL-79-33 is gebruikt op een modelauto van de brandweerwagen KL-82-23, maar de KL-79-33 is in werkelijkheid een groene ambulance.

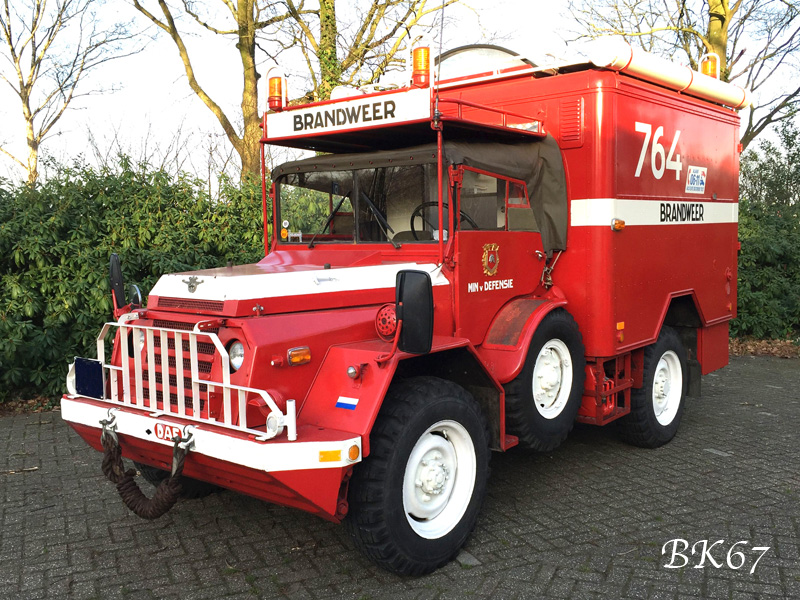
DAF YA126 Brandweerwagen van Defensie (1958-1999) met militair kenteken: KL-82-23

## Technische gegevens[6]
| Motor:                             | Motor:                                                    |
| ---------------------------------- | --------------------------------------------------------- |
| Merk:                              | Hercules Motors Corporation                               |
| Type:                              | JXC                                                       |
| Aantal cil.:                       | 6-cilinder                                                |
| Werking:                           | 4 takt                                                    |
| Vulling:                           | zijkleppen                                                |
| Koeling                            | Vloeistof                                                 |
| Brandstof:                         | Benzine                                                   |
| Vermogen:                          | 102 Pk bij 3200 toeren/min                                |
| Max. koppel:                       | 285 Nm bij 1400 toeren/min                                |
| Cilinderinhoud:                    | 4,62 liter                                                |
| Versnellingsbak:                   |                                                           |
| Merk:                              | Warner Gear                                               |
| Type:                              | Synchromesh (behalve 1e versnelling)                      |
| Uitvoering:                        | 4 versnellingen                                           |
| Overbrengingsverhoudingen:         | 1e 6,389:1                                                |
| Overbrengingsverhoudingen:         | 2e 3,092:1                                                |
| Overbrengingsverhoudingen:         | 3e 1,686:1                                                |
| Overbrengingsverhoudingen:         | 4e 1,0:1 (prise directe)                                  |
| Overbrengingsverhoudingen:         | Achteruit 7,82:1                                          |
| Reductiebak met differentieel      |                                                           |
| Merk:                              | DAF                                                       |
| Uitgevoerd met:                    | PTO t.b.v. lier                                           |
| Overbrengingsverhoudingen:         | pignon en kroonwiel 1,285:1                               |
| Overbrengingsverhoudingen:         | hoge gearing: 0,935:1                                     |
| Overbrengingsverhoudingen:         | lage gearing: 1,833:1                                     |
| Verdeelkasten:                     |                                                           |
| Merk:                              | DAF                                                       |
| Overbrengingsverhoudingen:         | conische tandwielen 1,06:1                                |
| Intern geplaatste klauwkoppelingen | T.b.v. het in- en uitschakelen van de voorwielaandrijving |
| Tandwielkasten:                    |                                                           |
| Merk:                              | DAF                                                       |
| Overbrengingsverhoudingen:         | pignon en kroonwiel:5,2:1                                 |
| Tussenassen:                       |                                                           |
| Merk:                              | Hardy-Spicer                                              |
| Voorwielophanging:                 |                                                           |
| Type:                              | Onafhankelijk                                             |
| Vering:                            | Twee torsiestaven                                         |
| Vering:                            | 2 rubber hulpveren                                        |
| Asconstructie:                     | 2 wieldraagarmen                                          |
| Schokdemping:                      | Dubbelwerkende, hydraulische schokdempers                 |
| Achterwielophanging:               |                                                           |
| Type:                              | Onafhankelijk                                             |
| Vering:                            | Twee torsiestaven                                         |
| Vering:                            | 2 rubber hulpveren                                        |
| Asconstructie:                     | 2 wieldraagarmen                                          |
| Schokdemping:                      | Dubbelwerkende, hydraulische schokdempers                 |
| Remsysteem:                        |                                                           |
| Type                               | Trommelremmen                                             |
| Bediening                          | Hydraulisch met vacuümbekrachtiging                       |
| Elektrische installatie:           |                                                           |
| Boordspanning:                     | 24 volt                                                   |
| Stroomvoorziening:                 | 2 accu's van 12 volt in serie                             |
| Capaciteit:                        | 120 Ah elk                                                |
| Afmetingen en gewichten:           |                                                           |
| Hoogte:                            | 2180 mm                                                   |
| Hoogte Knock-down:                 | 1820 mm                                                   |
| Lengte:                            | 4550 mm                                                   |
| Breedte:                           | 2100 mm                                                   |
| Gewicht:                           | 3400 kg                                                   |
| Laadvermogen:                      | 1000 kg                                                   |
| Max. totaal gewicht:               | 4400 kg                                                   |
| Max. voorasdruk:                   | 2100 kg                                                   |
| Max. achteras:                     | 2300 kg                                                   |
| Prestaties:                        |                                                           |
| Max. snelheid op de weg:           | 80 km/u                                                   |
| Brandstofverbruik op de weg:       | 1:3 km                                                    |
| Actieradius op de weg:             | 500 km                                                    |
| Draaicirkel:                       | 14,28 meter                                               |
| Klimvermogen:                      | 65%                                                       |
| Waadvermogen:                      | 76 cm                                                     |
| Bodemvrijheid:                     | 42 cm                                                     |
| Op-afloophoek:                     | 45°                                                       |
| Uitrusting:                        |                                                           |
| Bandenpompinstallatie:             | Compressor                                                |
| Brandstoftanks:                    | Twee stuks van elk 55 liter                               |
| Jerrycans:                         | Twee stuks van elk 20 liter                               |

## Productieaantallen en militaire kentekens[3][8]

### 1951
- type: prototypes 1 en 2 (Ook wel YA-116 genoemd, doch dit is niet correct[9])
  - aantal: 2 stuks
  - geen landmachtkentekens, maar beide voertuigen werden op de openbare weg voorzien van of het handelarenkenteken FH-03-06 of het Provinciale kenteken N-78244.
    - nb: Beide voertuigen zijn nooit aan de Koninklijke Landmacht geleverd maar, na de beproevingen, in dienst genomen bij de bedrijfsbrandweer van de DAF-fabriek.[10]

### 1953
- type: Wep zonder lier
  - aantal: 2 stuks
  - kentekens: KL-50-02 en KL-50-03

### 1954
- type: Wep zonder lier
  - aantal: 8 stuks
  - kentekens: KL-50-04 / KL-50-06 / KL-50-08 / KL-50-09 / KL-50-10 / KL-50-11 / KL-50-13 / KL-50-14.

### 1955/1958
- type: Wep zonder lier
  - aantal: 1.002 stuks
  - kentekens: van KL-50-15 t.m. KL-60-16
- type: Prototype Ambulance
  - aantal: 1 stuk
  - kenteken: KL-60-17
- type: Wep zonder lier
  - aantal: 188 stuks
  - kentekens: van KL-60-18 t.m. KL-62-05
- type: Wep met lier
  - aantal: 596 stuks
  - kentekens: van KL-62-06 t.m. KL-68-01

### 1957/1958
- type: Ambulance
  - aantal: 499 stuks
  - kentekens: van KL-79-02 t.m. KL-84-00

### 1958
- type: Wep zonder lier
  - aantal: 1.100 stuks
  - kentekens: van KL-68-02 t.m. KL-79-01

### 1959
- type: Wep zonder lier
  - aantal:100 stuks
  - kentekens: van KO-89-70 t.m. KO-90-69

Totaal 3.496 stuks, waarvan 500 stuks ambulance (incl. het prototype) en 472 stuks in 1979 omgebouwd tot radiowagen.

## Opvolging
De Wep werd vanaf 1980 gefaseerd vervangen en in 1997 was er geen Wep meer in dienst, ook niet meer in de mobilisatiecomplexen.
Voor de Wep is geen directe opvolger aan te wijzen, deels omdat de organisatiestructuur van de landmacht gewijzigd is in de jaren en deels omdat de opvolger van de Jeep, de 110" Land Rover, meer toepassingsmogelijkheden biedt dan de Jeep. Voor een aantal taken is de WEP dus opgevolgd door de Land Rover en voor een aantal andere taken door de DAF YA 4440 / 4442
Veel Wep's zijn via de Dienst Domeinen aan burgers verkocht. Het is een geliefde hobby-auto, vooral omdat hij met een (klein) rijbewijs-B gereden mag worden. Militairen die de rijopleiding met goed gevolg afrondden kregen wel een certificaat waarmee ze een groot rijbewijs konden aanvragen bij het CBR.